# Station d'épuration des eaux usées de Montpellier Métropole
La station d'épuration des eaux usées de Montpellier Métropole, également nommée MAERA, est une station d’épuration (STEP) située au sud de l'agglomération montpelliéraine, à Lattes, dans l'Hérault. L’eau usée traitée est rejetée dans la Mer Méditerranée.
Le maître d'ouvrage est la Régie des Eaux de Montpellier Méditerranée Métropole. L'exploitation de la station est déléguée à Véolia, qui également chargée des travaux de réhabilitation.
La capacité nominale de traitement de MAERA est de 466 667 équivalents-habitants.

## Historique
La station d’épuration, appelée initialement station de la Céreirède, a été construite sur la commune 
de Lattes en trois tranches : 1965, 1973 et 1978.
L'ancienne station d'épuration de Montpellier a été réhabilitée entre 2002 et 2006 afin de recueillir et traiter les eaux usées domestiques de 470 000 habitants. À l’origine, la station d’épuration de la Céreirède recevait les effluents de 7 communes : Castelnau-le-Lez, Clapiers, Grabels, Juvignac, 
Montferrier-sur-Lez, Montpellier, Saint-Jean-de-Vedas.
En 2005, Georges Frêche, président de Montpellier Agglomération, a décidé de renommer la station d'épuration Maera, faisant référence aux néréides de la mythologie grecque.
La mise en service de Maera en 2006, le raccordement d’autres systèmes d’assainissement et son émissaire en mer, ont permis l'amélioration de la qualité des eaux du Lez en aval de la station.

## Périmètre de collecte des eaux usées

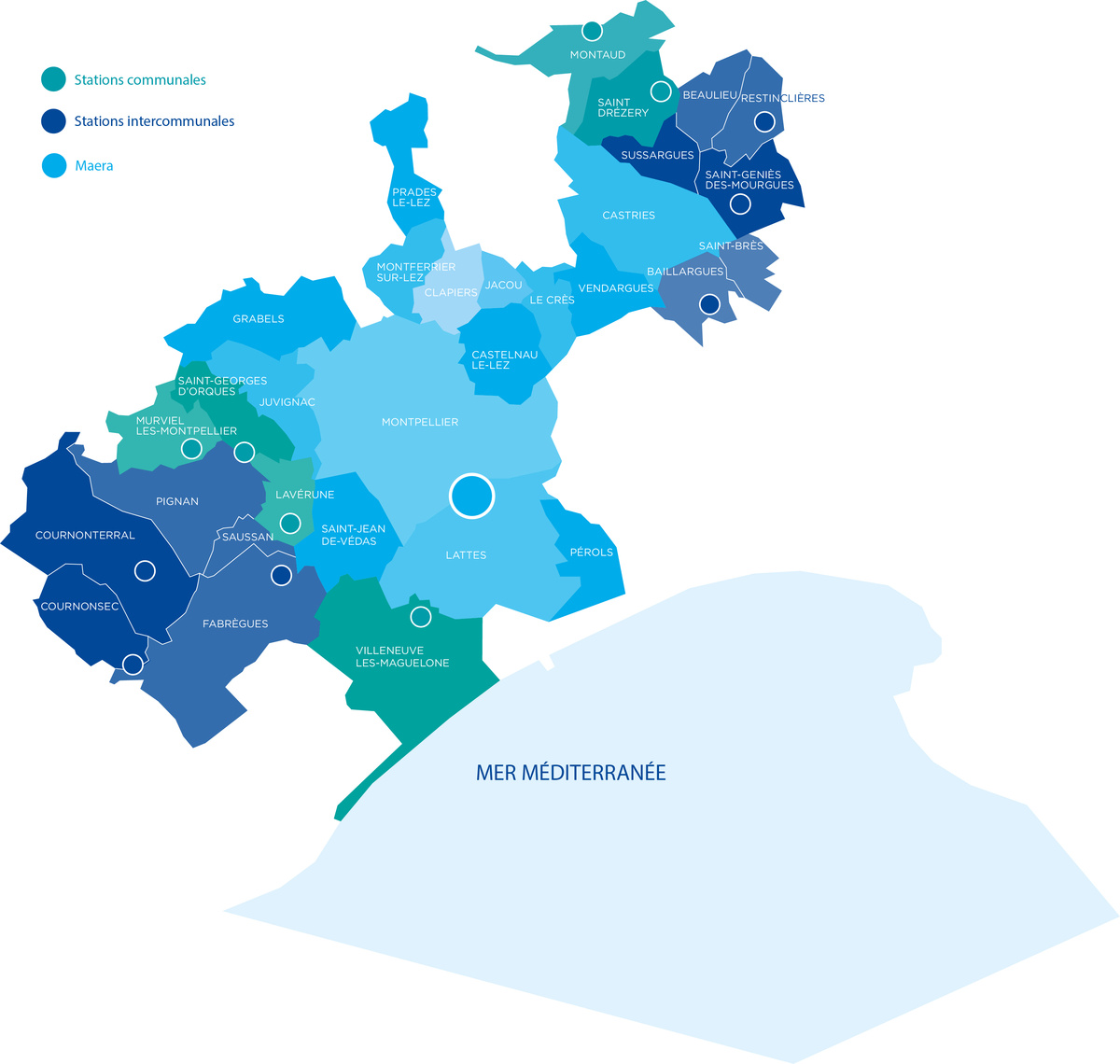
Plan de collecte des eaux usées sur la Métropole de Montpellier

Maera collecte les eaux usées de 19 communes: 
- 14 communes de Montpellier Méditerranée Métropole : Castelnau-Le-Lez, Castries, Clapiers, Grabels, Jacou, Juvignac, Lattes, Le Crès, Montferrier-sur-Lez, Montpellier, Pérols, Prades-Le-Lez, Saint-Jean-de-Védas, Vendargues ;
- 3 communes de la Communauté d’agglomération du pays de l’Or : Mauguio-Carnon (Carnon, Figuières-Vauguières), Saint-Aunes et Palavas-les-Flots ;
- 2 communes de la Communauté de communes du Grand Pic Saint-Loup : Assas et Teyran[3].

## Données en entrée de station

### Débit entrant dans la STEP
Le débit moyen arrivant à la station est de 89 785 m3/j. Le débit de 
référence retenu est de 131 858 m3/j.

### Effluent en entrée de station
Les effluents collectés et traités en entrée de station comprennent les eaux usées domestiques rejetées par la population permanente ou temporaire, les rejets industriels et domestiques des entreprises, les eaux pluviales collectées par le réseau unitaire (vieux centre) et les eaux parasites (nappes et précipitations).
En entrée de station, par temps sec, les concentrations des paramètres épuratoires sont en moyenne de : 
- 400 mg/l pour les MES
- 730 mg/l pour la DCO
- 325 mg/l pour la DBO5[7]

## Filière de traitement
La capacité nominale de la station est de 466 667 EH. La charge maximale en entrée est de 539 213 EH.

### Prétraitements
La filière de prétraitement est dimensionnée pour 4 m3/s d'effluents.
Un dégrillage grossier, avec des mailles de 5 cm, permet de retirer les pollutions les plus volumineuses (papier toilette, lingettes). Un dégrillage plus fin, avec des mailles de 6 mm, permet de traiter les résidus. Les déchets seront traités par enfouissement ou incinération à Evolia Nîmes.
L'étape suivante est le dessablage-déshuilage. L'effluent est amené dans 4 bassins équipés de racleurs. Les sables, plus denses, sont retirés en fond de bassin, alors que les graisses, flottantes, sont raclées en surface. Le sable trop contaminé, sera brûlé avec les refus de dégrillage.

### Traitement primaire
Le traitement primaire de la station d'épuration de Montpellier consiste en des boues activées très forte charge. Par aération, des bactéries mucilagineuses se développent et dégradent la matière organique dissoute.

### Biofiltration
La biofiltration à Maera est dimensionnée pour un débit de 1,5 m3/s. La biofiltration permet d'obtenir des rendements de dépollution élevés.
Le procédé de filtre biologique aéré utilisé est le Biostyr™. Cette technologie est brevetée par Véolia.
La biofiltration se déroule sur des biofiltres remplis de billes de polystyrène. À l’issue de la décantation, l'effluent va être envoyé sur ces billes qui agissent comme des filtres biologiques : en surface des billes, les bactéries se développent et dégradent la matière organique. Les Biostyr™ sont nettoyés toutes les 24 heures à l'aide d'eau surpressée. L’eau biofiltrée va ensuite rejoindre l’émissaire.

### Désodorisation
La désodorisation est composée d'un système en 3 tours :
- 1er tour, l’air est lavé à l’acide chlorhydrique.
- 2e tour, l'air est lavé avec de la soude.
- 3e tour, l'air est lavé avec de l’eau de javel[2].

### Système de stockage des eaux usées
Le système d’assainissement de Maera possède 4 bassins d'orage, dont 3 situés sur la station d’épuration et un à l'aval du réseau unitaire. Le volume total est de 25 000 m3.
Les bassins d'orage ne sont utilisés que lorsque le débit en entrée de STEP est compris entre 1,5 et 3 m3/s. Entre 3 et 4 m3/s, la station ne pourra effectuer que le pré-traitement, avant de déverser ces effluents dans le Lez. Au-delà de 4 m3/s, épisodes pluvieux exceptionnels, la capacité de traitement de Maera atteint ses limites. Les déversoirs d’orage du réseau unitaire vont alors rejeter directement le trop-plein d’effluents dans le Lez, sans passer par la station.

## Rejet de STEP
Maera rejette ses effluents en Mer Méditerranée via un émissaire de 19,7 km, dont 10,8 km en mer. Ainsi, les contraintes d’abattement sur les paramètres azote et phosphore pour un rejet en mer sont plus faibles que pour les stations d'épuration déversant dans des eaux continentales. Cela ne nécessite donc pas de traitements spécifiques. Effectivement, la mer Méditerranée n’est pas identifiée comme zone sensible.
| Paramètre | Concentration en sortie (mg/L) | Rappel des concentrations fixées par l’arrêté du 29 juillet 2005 (mg/L) |
| --------- | ------------------------------ | ----------------------------------------------------------------------- |
| DBO5      | 18                             | 25                                                                      |
| DCO       | 90                             | 125                                                                     |
| MES       | 25                             | 35                                                                      |

## Traitement des boues
Les boues sont traitées pour épaississement. Elles passent ensuite dans un digesteur, la fermentation va produire du biogaz.
La production de boues de la station s'élève à 5 927 TMS/an. Entre 2019 et 2022, les boues sont exclusivement envoyées en compostage.
| Année | Production (Tms) | Compostage (Tms) |
| ----- | ---------------- | ---------------- |
| 2022  | N/A              | 11 589           |
| 2021  | 6 096,36         | 10 996           |
| 2020  | 6 144,76         | 11 632           |
| 2019  | 5 705,36         | 6 029            |
| 2018  | 5 850,49         | N/A              |
| 2017  | 5 525            | N/A              |
| 2016  | 5 637            | N/A              |
| 2015  | 5 674            | N/A              |
| 2014  | 5 492            | N/A              |

## Travaux de réhabilitation
Des travaux de modernisation de Maera, ont été initiés en 2023, pour une durée de 4 ans. L'objectif principal est d'augmenter la capacité de traitement de la station pour atteindre 210 000 m3/j, correspondant à 695 000 équivalent habitants. Un bassin d’orage supplémentaire de 10 000 m3 est envisagé pour traiter plus par temps de pluie. Il est également prévu d'améliorer la qualité des eaux usées en sortie et de mettre en place un dispositif de réutilisation des eaux usées traitées (alimentation des bornes incendie, nettoyage des voiries, arrosage d’espaces verts et de cultures proches).
Au-delà de l’assainissement, l'objectif du projet est de produire de l'énergie renouvelable, par méthanisation. Le biométhane permettra de couvrir 205 % des besoins énergétiques de la station en 2031. Maera devrait également réduire de moitié ses émissions nettes de CO2 grâce à l’optimisation de ses postes de consommation énergétique et à la maximisation des récupérations d’énergies fatales. Les surplus d’énergie produits serviront à alimenter 9 000 foyers en gaz et plus de 7 500 habitants en chaleur.
Le coût des investissements s'élève à 165 millions d'euros. Un prêt de  la Banque européenne d’investissement a été accordé. La réhabilitation de Maera sera portée par un consortium mené par OTV, et qui réunit Veolia Eau, Razel-Bec, GTM TP GC SO, Egis Eau, cabinet Merlin, Bouygues Énergies et Services, Tourre Sanchis Architectes, AI Project.